# Azul Vóley Club
Azul Voley Club es un club de vóleibol argentino de la ciudad de Azul, provincia de Buenos Aires. Fue fundado el 27 de mayo de 1993 y supo jugar varias temporadas en la Liga A1 de Voley Argentino, de la que fue campeón en la temporada 2000-01, venciendo en la final a Club de Amigos.
Entre los años 1998 y 2003 jugó bajo el nombre de la marca de ropa deportiva Olympikus, pasando a ser Olympikus Azul, y en los años 2006 y 2007 bajo el nombre de Banco Industrial Azul por patrocinio del Banco Industrial, en 2007 como Azul Vóley Casinos de Tandil y en 2008, en la Liga A2, como Dirección de Deportes de Azul.
El club cuenta con las actuales categorías de MiniVoley, sub-14, sub-16, sub-18 femenino y masculino y maxi vóley femenino. Actualmente los equipos masculinos sub-18 han sido múltiples campeones provinciales, mientras en la rama femenina se demuestra un gran desarrollo y futuro.[cita requerida]

## Historia
El club fue fundado el 27 de mayo de 1993 por iniciativa de, entre otros, Jon Uriarte, Hernán Ferraro, Jorge Elgueta y Sebastián Jabif, cuando varios jugadores de Chacarita FC de Azul decidieron irse de la institución en la cual habían conseguido los títulos de la Liga Nacional de la Confederación Argentina en las temporadas 1991-92 y 1992-93. El primer equipo de Azul Vóley obtuvo el título en la Liga Nacional de la Confederación Argentina en la temporada 1993-94.
El retorno al nivel nacional del equipo fue para la temporada 1996-97, la edición inaugural de la Liga Argentina de Voleibol, donde el equipo no pudo ingresar a la competencia pues quedó eliminado en el torneo clasificatorio.
En la temporada siguiente, la 1997-98, Azul ya fue un participante pleno del torneo y disputó 24 partidos, de los cuales ganó en 13 y perdió en 11, clasificando a los play-offs en el séptimo lugar. En los cuartos de final se emparejó con Obras Sanitarias de San Juan con desventaja de cancha en una serie al mejor de tres partidos, jugando el primer partido en Azul, donde perdió 3 a 2 y luego viajando a San Juan para jugar el segundo y el eventual tercer partido. En el segundo encuentro volvió a ganar el equipo sanjuanino (3 a 0) y Azul quedó eliminado.
La temporada 1998-99 comenzó con un nuevo proyecto; Olympikus pasó a ser el patrocinador principal del equipo, que cambió de nombre por Olympikus Argentina (también conocido como Olympikus Azul). A pesar del apoyo económico de la empresa brasilera, el equipo terminó en la sexta colocación y arrancó los play-offs ante Ferro de Buenos Aires, vigente campeón metropolitano, con desventaja de cancha. La serie arrancó en Azul con victoria del visitante 3 a 0. El segundo (y eventual tercer juego) fueron en Caballito, donde ambos ganó el equipo azuleño, el tercero en tie-break, y avanzó de fase. En semifinales se enfrentó a Club de Amigos, que como había terminado séptimo, tuvo desventaja de cancha ante Olympikus. En la serie al mejor de cinco la ventaja poco le valió al equipo de Azul, pues perdió el primero como local 3 a 0 y viajó a Buenos Aires en desventaja, y allí nuevamente cayó (3 a 0 y 3 a 2) y quedó eliminado del torneo.
En la temporada 1999-2000 el equipo se reforzó con Leandro Maly, que había jugado en el Taranto de Italia, Marcos Toscano, Leonardo Taverna y los brasileños Fabio Bomfin y Marcus Santana, que venían del Olympikus de Brasil, los que se sumaron a Juan Pablo Porello que continuó en el equipo. Olympikus terminó la fase regular segundo, con 23 victorias y 7 derrotas y accedió a un nuevo torneo, el Torneo Súper 4, que servía para reclasificar a los equipos de cara a los play-offs y además entregó premio en dinero, en Río Cuarto. Olympikus ganó los tres partidos que jugó, 3 a 2 a Club de Amigos, cuarto en la primera fase, 3 a 0 a UBA, cuarto, y 3 a 0 a Náutico Hacoaj, primero de la fase regular, y con ello quedó reclasificado como el mejor equipo de cara a la segunda fase. En los cuartos de final se emparejó con Regatas Santa Fe con ventaja de cancha, en una serie al mejor de cinco con formato 1-2-2. El primer juego, como local, lo ganó 3 a 2 y viajó a Santa Fe con ventaja. De visitante cayó en el primer juego 3 a 1 y ganó en el segundo juego 3 a 0 y regresó a Azul en ventaja 2 a 1, donde cerró la serie al vencer 3 a 2. En semifinales se enfrentó UBA nuevamente, con ventaja de cancha. La serie arrancó en Azul con victoria del local 3 a 2 y en Buenos Aires ganó los dos partidos 3 a 1 y clasificó a la final de la liga por primera vez en su historia. El 16 de abril arrancó la final en Azul, donde el visitante, Náutico Hacoaj ganó 3 a 2 (17-25, 25-20, 21-25, 25-22 y 15-10) con un estadio colmado, con casi 2000 espectadores. El 21 de abril se jugó el segundo encuentro, en el Estadio Héctor Etchart, donde Hacoaj hizo de local, y allí Olympikus empató la serie al ganar 3 a 2 (16-25, 27-25, 25-27, 25-22 y 10-15). Con 2800 personas se jugó el tercer partido, en el mismo estadio que el segundo, el 23 de abril, y allí ganó Hacoaj 3 a 0 (16-25, 27-25, 25-27, 25-22 y 10-15) y la serie volvió a Azul 2 a 1 en su favor. Como local, Olympikus ganó el cuarto juego 3 a 1 y la serie se estiró un día más, al 30 de abril, en el mismo escenario. Para ese quinto juego la serie estaba 2 a 2. El partido comenzó con victoria de Olympikus, que ganó los dos primeros sets 25-23 y 26-24, sin embargo Hacoaj empató, tras estar abajo 21 a 24, al ganar los dos siguientes 26-24 y 25-22 y en el desempate 15-11 y Olympikus perdió la final, quedando subcampeón, en una final que terminó con violencia del público al equipo que fue campeón.
Luego del subcampeonato, el equipo mantuvo la base de la temporada pasada y se reforzó con Rodrigao, mientras que se fueron Leandro Maly y Juan Pablo Porello. Olympikus encaró la temporada 2000-2001 como vigente subcampeón y terminó la primera ronda segundo, con 19 victorias en 26 partidos, un punto por debajo de Club de Amigos, equipo con el cual disputó el Torneo Súper 4, junto con Obras de San Juan y River Plate, equipos que además accedieron a cuartos de final de manera automática. En el torneo de media temporada, disputado en el estadio Antonio Cena del Club El Ceibo, en San Francisco, Córdoba, Olympikus arrastró los puntos obtenidos en la fase anterior (45) y jugó tres encuentros, cayendo ante Obras 3 a 0, ante River 3 a 1, y ganando a Club de Amigos 3 a 2, quedando segundo de cara a los play-offs. En cuartos de final se enfrentó a Social Monteros, ganando el primer partido, en Azul, 3 a 0. Los dos siguientes encuentros fueron en Tucumán, donde primero ganó Monteros 3 a 1 y luego ganó la visita 3 a 0, llevando la serie 2 a 1 a Azul. En su estadio, Olympikus ganó 3 a 0 y avanzó a semifinales. En la siguiente instancia se repitió la final de la pasada temporada, Olympikus se enfrentó a Náutico Hacoaj, que ganó el primer partido, en Azul, 3 a 2. Luego, en Buenos Aires, donde jugó Hacoaj, ganó el visitante 3 a 2 y empató la serie. El tercer juego, también con Hacoaj como local, lo ganó claramente Olympikus 3 a 0, y el cuarto partido se jugó en Azul, donde ganó el local (3 a 0) y accedió a la final por segundo año consecutivo. Ante Club de Amigos y en Azul arrancó la final con formato 2-2-1-1-1, donde ganó el local 3 a 0, mismo resultado que obtuvo en el segundo partido, y así viajó 2 a 0 a Capital. En el Cenard, donde Amigos hizo de local, Olympikus perdió 0 a 3 y la serie se puso 2 a 1 a su favor. El cuarto partido fue el más largo de la serie, llegando al quinto set, donde ganó el equipo azuleño y se puso match-point, En Azul, el 27 de abril, Olympikus ganó, en el estadio de la Sagrada Familia,[cita requerida] 3 a 1 y se proclamó campeón de la Liga Argentina por primera vez en su corta historia. Además de la gente en el estadio, se instaló una pantalla gigante en la Plaza San Martín donde cerca de 5000 personas vieron el encuentro. El equipo estuvo integrado por Camilo Soto, Diego Scrocca, Lisandro Combes, Maxi Peralta, Leo Taverna, Marcos Toscano y los brasileños Rodrigo Juliani y Fabio Bonfim, dirigidos por Jon Uriarte.

Había quedado muy tranquilo más allá de la amargura de perder una final, aunque hubo algunas veces en las que veía el video y parecía que las cosas iban a cambiar. Este año teníamos una gran decisión de llegar a la definición. La prueba es que al día siguiente de caer ante Hacoaj fuimos a Tandil, donde jugaba la Selección, para buscar jugadores. Igual, estuvimos muy justos con los jugadores, con un banco acotado. El espíritu del grupo fue decisivo.
Tenemos un vínculo cultural de muchos años. Desde la fundación, en 1993, entendimos que el club tendría que dejar de lado el perfil clásico, sin olvidarnos de su labor con una comunidad de 60.000 personas. Creímos que debíamos quebrar lo establecido desde el mismo nombre, adoptando el de fantasía de un sponsor. Al que confía en nosotros le ofrecemos algo que va más allá del cartel o la camiseta.
Jon Uriarte, entrenador del equipo.

Tras el campeonato, Jon Uriarte dejó el equipo y fue reemplazado por Jorge Bellendier, de cara a la temporada 2001-02. La localía continuó siendo en el estadio de la Sagrada Familia. Olympikus Azul terminó la primera fase sexto, con 11 victorias en 22 partidos y clasificó a play-offs pero no accedió al Súper 4. En play-offs se enfrentó al tercero de la liga, River Plate, en una serie al mejor de cinco partidos que arrancó en cancha del conjunto "millonario". El primer partido lo ganó el visitante, Olympikus, 3 a 1 y el segundo partido lo ganó River 3 a 2, y la serie viajó a Azul 1 a 1, donde el local ganó los dos partidos 3 a 1 y 3 a 0 y avanzó de fase. En semifinales se enfrentó a UBA, vigente campeón metropolitano, que como había terminado séptimo tuvo desventaja de cancha ante el equipo azuleño. La serie arrancó el 7 de abril con victoria del equipo visitante 3 a 2, y continuó con victoria de Olympikus 3 a 1 como local. En cancha de UBA, en Ciudad Universitaria, el local ganó los dos partidos 3 a 1 y 3 a 0 y eliminó al equipo azuleño.
La temporada 2002-2003 también arrancó con Jorge Bellendier dirigiendo al equipo, quien no duraría mucho en el cargo y en diciembre de 2002 se le rescindió el contrato por, según la dirigencia, la tensa relación entre el entrenador y los jugadores. Fue reemplazado en el cargo por Horacio Dilelo. Tras 22 partidos el equipo terminó octavo y emparejado con Rojas Scholem, el mejor equipo de la temporada, en una serie al mejor de cinco partidos, que arrancó en Rojas, con dos victorias 3 a 0 por parte del equipo local, y en Azul nuevamente ganó el equipo de Scholem 3 a 0 y cerró la serie, y Olympikus quedó eliminado.
Para la temporada 2003-2004 el equipo volvió a llamarse Azul Vóley Club tras vencerse el contrato con Olympikus y el entrenador fue Rodolfo Pauluzzi. Tras 22 partidos, el equipo terminó octavo, con diez victorias y doce derrotas, y fue emparejado con Bolívar Signia, el mejor ubicado, de cara a los play-offs. La serie, al mejor de siete, arrancó en San Carlos de Bolívar con dos victorias del equipo local, 3 a 1 y 3 a 2, en Azul el equipo local ganó el tercer partido 3 a 1, pero perdió en el cuarto juego 3 a 1 y en el quinto juego, de nuevo en Bolívar, también 3 a 1 y quedó eliminado.
En 2004 se coronó bicampeón de la Liga Bonaerense de Clubes al vencer a Bolívar en la final.
En la temporada 2004-2005 no tuvo un buen andar y terminó décimo, con siete victorias en veintidós partidos, quedando fuera de los play-offs. A mitad de temporada el entrenador Rodolfo Pauluzzi dejó el cargo y fue reemplazado por Raúl Quiroga.
En la temporada 2005-2006 el equipo no solo participó de la Liga A1 sino también en la Copa ACLAV 2005, novedoso certamen. El entrenador ese año fue Germán Tubío, y entre los jugadores estuvieron Maximiliano Peralta, Damián Rossini, Juan Cruz Aramburu, Jesús Nadalín, Juan Pablo Ferraris, Mario Catabbi, Damián Costantini y Martín Quiroz. La Copa ACLAV fue un torneo oficial de pretemporada, donde el equipo cosechó una victoria en seis partidos y terminó penúltimo, emparejado ante Vélez Sarsfield en octavos de final. Tras derrotar 3 a 2 al fortín, Azul Vóley fue eliminado por Boca Juniors que le ganó 3 a 0 en cuartos de final. Para la Liga A1 el equipo volvió a tener un bajo desempeño respecto de la pasada temporada y producto de seis victorias en veintidós encuentros terminó décimo nuevamente, fuera de play-offs por segundo año consecutivo.
La temporada 2006-2007 arrancó con un nuevo patrocinador para el equipo; Banco Industrial se hizo cargo y pasó a llamarse Banco Industrial Azul. En la Copa ACLAV 2006 el equipo terminó sexto, con tres victorias y tres derrotas y accedió a los play-offs. En cuartos de final disputó una serie de dos partidos ante Bolívar en San Carlos de Bolívar y tras perder el primer partido 3 a 0 debía ganar 3 a 0 y marcar una mejor diferencia de tantos en cada set para avanzar; sin embargo perdió el primer set y quedó eliminado a pesar de ganar el partido 3 a 2. En la Liga A1 el equipo terminó sexto con once victorias en veintidós partidos y a mitad de la fase regular el equipo cambio de entrenador, siendo contratado Fabián Armoa. En cuartos de final se enfrentó a Boca Juniors en una serie al mejor de cinco partidos. Los dos primeros encuentros fueron de visitante, en La Rioja, y en ambos perdió (3 a 2 y 3 a 0) y la serie viajó a Azul, donde el local empató la serie al ganar 3 a 1 y 3 a 2, sin embargo, perdió el quinto partido (3 a 1) y quedó eliminado.
En la temporada 2007-2008 el equipo también fue dirigido por Fabián Armoa. El equipo comenzó la temporada sin patrocinio y el equipo estuvo integrad por Damián Rossini, Maximiliano Peralta, Franco López, Sebastián Deppiaggi, Luis Gorosito, Jesús Nadalín y Sebastián Garrocq, entre otros. Tras la primera rueda, ya con el patrocinio de los Casinos de Tandil, no accedió a la Copa ACLAV de esa temporada y tras terminar la fase regular, con diez victorias en veintidós partidos, jugó los play-offs al quedar séptimo. El rival en cuartos de final fue Huracán Chubut Volley y la serie arrancó en Trelew, donde el local ganó 3 a 1 y luego ganó el visitante 3 a 0, igualando la serie. En Azul, Azul Vóley Casinos de Tandil perdió el tercer partido en tie-break y el cuarto partido 3 a 1 y quedó eliminado del torneo.
Por problemas económicos desistió de participar en la temporada 2008-2009 de la Liga A1, sin embargo, y a pesar de una posible fusión con River Plate, participó en la Liga A2 con el nombre de Dirección de Deportes de Azul y con la conducción de Rodolfo Pauluzzi. El equipo integró la Zona Sur junto con PSM Vóley, Chovet Vóley, River Plate, Paraná Rowing y la Selección Menor. Tras doce partidos, solo ganó dos y quedó eliminado de la competencia.
En la temporada 2009-2010 volvió a participar en la Liga A2 e integró la zona 2 junto con Pescadores de Gualeguaychú, River Plate, Obras de San Juan y la Selección Menor Argentina. El equipo fue dirigido por Rodolfo Pauluzzi y no tuvo una gran participación, quedando último en su zona con solo dos victorias en 16 partidos y quedó eliminado del torneo en la primera ronda.
En 2015 y con la dirección de Rodolfo Pauluzzi, Azul Vóley estuvo cerca de regresar a la segunda división tras ganar el derecho deportivamente pero no pudo conseguir el apoyo económico necesario y por ello no volvió a los planos nacionales.

## Datos del club
Vóley masculino
- Temporadas en primera división: 12 (1997-98 a 2007-08)
  - Mejor puesto en la liga: campeón (2000-01)
  - Peor puesto en la liga: 10.° (de 12, en 2004-05 y 2005-06)
- Temporadas en Copa ACLAV: 2 (2005 y 2006)
  - Mejor puesto en la copa: eliminado en cuartos de final
- Temporadas en segunda división: 2 (2008-09 y 2009-10)

## Jugadores destacados
- Queijao Reis (1998-1999)
- Ronaldo Pacheco (1998-1999)
- Alejandro Romano (1999-2000)
- Juan Pablo Porello (1999-2000)
- Leandro Maly (1999-2000)
- Marcos Toscano (1999-2000, 2000-2001)
- Leonardo Taverna (1999-2000)
- Fabio Bomfin (1999-2000)
- Marcus Santana (1999-2000)
- Camilo Soto (2000-2001)
- Diego Scrocca (2000-2001)
- Lisandro Combes (2000-2001)
- Maxi Peralta (2000-2001)
- Juliani (2000-2001)
- Rodrigao (2000-2001)

## Entrenadores
- Jon Uriarte (1993 a 2001)
- Jorge Bellendier (2001 a 2002)
- Horacio Dilelo (2002 a 2003)
- Daniel Castellani (2003 a 2004)
- Rodolfo Pauluzzi (2004 a 2005)
- Raúl Quiroga (2005)
- Germán Tubío (2005 a 2007)
- Fabián Armoa (2007 a 2008)
- Rodolfo Pauluzzi (2008 a 2009)

## Palmarés
- Campeón de la Liga Nacional de la Confederación Argentina en la temporada 1993-94.[5]
- Campeón del torneo de media temporada Torneo Súper 4 de la temporada 1999-2000.
- Subcampeón de la Liga Argentina de Voleibol en la temporada 1999-2000.
- Campeón de la Liga Argentina de Voleibol en la temporada 2000-2001.
- Campeón de la Liga Bonaerense de Clubes en 2003 y 2004.